# Влагалищная трихомонада
Влагалищная трихомонада, или мочеполовая трихомонада (лат. Trichomonas vaginalis), — вид одноклеточных простейших анаэробных организмов из семейства Trichomonadidae типа парабазалий. Имеет длину 13—18 мкм (до 30—40 мкм). Благодаря движениям жгутиков и волнообразной (ундулирующей) мембраны трихомонады могут активно перемещаться, образовывать псевдоподии и проникать в межклеточные пространства.
Урогенитальные трихомонады обитают только в мочеполовых органах. В других органах (кишечнике, желудке и пр.) и вне человеческого организма они быстро гибнут, так как не образуют защитных приспособлений и малоустойчивы к неблагоприятным факторам внешней среды. Особенно губительно действуют на них высушивание, нагревание свыше 45 °C, прямые солнечные лучи, изменения осмотического давления, быстро высыхают на воздухе. Поэтому обнаружить урогенитальные трихомонады во внешней среде не удается.
Трихомонада живет на слизистых оболочках (в этих случаях она не называется «урогенитальной»). Присутствие трихомонады в организме человека является историческим фактом «симбиоза» микроорганизмов с высшими формами жизни.